# (2033) Basilea
(2033) Basilea (1973 CA) – planetoida z grupy pasa głównego asteroid okrążająca Słońce w ciągu 3,32 lat w średniej odległości 2,23 au. Odkryta 6 lutego 1973 roku.